# جانگ دونگ وو
جانگ دونگ وو (انگلیسی: Jang Dong-woo؛ زادهٔ ۲۲ نوامبر ۱۹۹۰) خواننده اهل کره جنوبی است.